# Christian Flachsland
Christian Flachsland (* 30. September 1980 in Frankfurt am Main) ist ein deutscher Sozialwissenschaftler. Er ist Professor of Sustainability an der Hertie School.

## Leben
Flachsland studierte Soziologie, Philosophie und Volkswirtschaftslehre an den Universitäten Frankfurt, Stockholm und Potsdam. Er arbeitete von 2006 bis 2011 in der Gruppe „Policy Instruments“ am Potsdam-Institut für Klimafolgenforschung. Im Jahr 2010 promovierte er mit summa cum laude bei Ottmar Edenhofer an der TU Berlin (Zweitgutachter Dirk Messner). Er war 2012 bis 2015 am Mercator Research Institute on Global Commons and Climate Change (MCC) Co-Leiter der Arbeitsgruppe Assessments und Wissenschaftliche Politikberatung. Von 2015 bis 2019 war er am MCC Leiter der Arbeitsgruppe Governance und gleichzeitig an der Hertie School Assistant Professor of Climate and Energy Governance.
Christian Flachsland ist verheiratet und hat zwei Kinder.

## Wirken
Flachslands Forschung befasst sich mit der politischen Ökonomie und dem Design von Klima-, Energie- und Nachhaltigkeitspolitik sowie mit institutionellem und gesellschaftlichen Wandel und dem Verhältnis von Wissenschaft und Politik in diesem Kontext. Er war Contributing Author beim Fünften Sachstandsbericht des Weltklimarates (IPCC). Im Jahr 2019 verfasste er als Co-Autor eine Expertise über Optionen für eine CO2-Preisreform für Deutschland für den Sachverständigenrat zur Begutachtung der gesamtwirtschaftlichen Entwicklung.

## Veröffentlichungen (Auswahl)
- Political Economy Determinants of Carbon Pricing. Global Environmental Politics 20 (2): 128–156. Published online: 5.6. 2020. [with Sebastian Levi and Michael Jakob]
- Is the Paris Agreement Effective? A systematic map of the evidence. Environmental Research Letters. Forthcoming. Published online: 03.04.2020. [with Kilian Raiser, Ulrike Kornek and William F. Lamb]
- How to avoid history repeating itself: the case for an EU Emissions Trading System (EU ETS) price floor revisited. 2020. Climate Policy 20 (1): 133–145. [with Michael Pahle, Dallas Burtraw, Ottmar Edenhofer, Milan Elkerbout, Carolyn Fischer, Oliver Tietjen and Lars Zetterberg]
- Building and Enhancing Climate Policy Ambition with Transfers: Allowance Allocation and Revenue Spending in the EU ETS. 2019. Environmental Politics. Published online: 5.9.2019. [with Marcel J. Dorsch and Ulrike Kornek]
- Sequencing to ratchet up climate policy stringency. 2018. Nature Climate Change 8 (10): 861–867. [with Michael Pahle, Dallas Burtraw, Nina Kelsey, Eric Biber, Jonas Meckling, Ottmar Edenhofer and John Zysman]
- A Framework for Assessing the Performance of Cap-and-Trade Systems: Insights from the European Union Emissions Trading System. 2018. Review of Environmental Economics and Policy 12 (2): 220–241. [with Sabine Fuss, Nicolas Koch, Ulrike Kornek, Brigitte Knopf and Ottmar Edenhofer]
- 40 years of global environmental assessments: a retrospective analysis. 2017. Environmental Science & Policy 77: 193–202. [with Jason Jabbour]
- A Polycentric Approach to Global Climate Governance. 2017. Global Environmental Politics 17 (2): 45–64. [with Marcel J. Dorsch]
- The IPCC at a Crossroads: Opportunities for Reform. 2015. Science 350: 34–35. [with Carlo Carraro, Ottmar Edenhofer, Charles Kolstad, Robert Stavins and Robert Stowe]
- Science and religion in dialogue over the global commons. 2015. Nature Climate Change 5: 907–909. [with Ottmar Edenhofer and Brigitte Knopf]
- After Monetary Policy, Climate Policy: Is Delegation Key to EU ETS reform? 2015. Climate Policy 16(1): 1–25 [with Godefroy Grosjean, William Acworth and Robert Marschinski]
- Credible commitment in carbon policy. 2012. Climate Policy 12 (2): 255–271. [with Steffen Brunner and Robert Marschinski]
- The Architecture of the Global Climate Regime: A Top Down Perspective. 2010. Climate Policy 10 (6): 600–614. [with William Hare, Claire Stockwell, and Sebastian Oberthür]
- Global Trading versus Linking. Architectures for international emissions trading. 2009. Energy Policy 37(5): 1637–1647. [with Robert Marschinski and Ottmar Edenhofer]
- To link or not to link: Benefits and disadvantages of linking cap-and-trade systems. 2009. Climate Policy 9(4): 358–372. [with Robert Marschinski and Ottmar Edenhofer]
- Linking carbon markets. Concepts, case studies and pathways. 2009. Climate Policy 9(4): 341–357. [with Andreas Tuerk, Michael Mehling and Wolfgang Sterk]